# Royden Bryson
Pour les articles homonymes, voir Bryson.
Royden Bruson est un surfeur professionnel sud-africain né le 27 octobre 1982 à East London, dans la province du Cap-Oriental, en Afrique du Sud. Il a participé au circuit Championship Tour à deux reprises en 2007 et 2008.

## Palmarès et résultats

### Saison par saison
- 2001 :
  - 2e du RCI Night Surfing à Durban (Afrique du Sud)[1]

- 2006 :
  - 1er du Yumeya Tahara Pro à Tahara (Japon)[2]

- 2007 :
  - 3e du La Santa Surf à Lanzarote (Îles Canaries)[3]

- 2009 :
  - 2e du Lizzard Nandos Surf Pro à Durban (Afrique du Sud)[4]
  - 2e du Rusty Arica Pro Challenge à Arica (Chili)[5]
  - 2e du O'Neill Coldwater Classic au Cap (Afrique du Sud)[6]

- 2010 :
  - 1er du O'Neill Coldwater Classic Scotland à Thurso (Écosse)[7]
  - 3e du Mr Price Pro Ballito à Ballito (Afrique du Sud)[8]

- 2011 :
  - 3e du Relentless Boardmasters en Cornouailles (Angleterre)[9]

- 2012 :
  - 2e du Hainan Classic à Wanning (Chine)[10]

### Classements
| Année             | 2007 | 2008 | 2011 | 2012 |
| ----------------- | ---- | ---- | ---- | ---- |
| Championship Tour | 27e  | 37e  |      |      |
| Qualifying Series |      |      | 51e  | 137e |